# 776
776（七百七十六、ななひゃくななじゅうろく）は自然数、また整数において、775の次で777の前の数である。

## 性質
- 776は合成数であり、約数は 1, 2, 4, 8, 97, 194, 388, 776 である。
  - 約数の和は1470。
- 776 = 142 + 162 + 182
  - 3連続偶数の平方和で表せる数である。1つ前は596、次は980。
  - n = 14 のときの n2 + (n + 2)2 + (n + 4)2 の値とみたとき1つ前は683、次は875。
  - 776 = 22 + 142 + 242 = 62 + 82 + 262 = 62 + 162 + 222 = 102 + 102 + 242 = 142 + 162 + 182
    - 3つの平方数の和5通りで表せる42番目の数である。1つ前は769、次は781。(オンライン整数列大辞典の数列 A025325)
    - 776 = 22 + 142 + 242 = 62 + 82 + 262 = 62 + 162 + 222 = 142 + 162 + 182
      - 異なる3つの平方数の和4通りで表せる72番目の数である。1つ前は769、次は777。(オンライン整数列大辞典の数列 A025342)
- 約数の和が776になる数は1個ある。(579) 約数の和1個で表せる139番目の数である。1つ前は760、次は781。
- 各位の和が20になる19番目の数である。1つ前は767、次は785。
- 776 = 102 + 262
  - 異なる2つの平方数の和で表せる229番目の数である。1つ前は773、次は778。(オンライン整数列大辞典の数列 A004431)
- 776 = 13 + 63 + 63 + 73
  - 4つの正の数の立方数の和で表せる214番目の数である。1つ前は773、次は777。(オンライン整数列大辞典の数列 A003327)

## その他 776 に関連すること
- ISO 3166-1（JIS X 0304）国名コードの776は、トンガ。
- 『ファイアーエムブレム トラキア776』は任天堂発売・インテリジェントシステムズ開発のシミュレーションRPG『ファイアーエムブレム』シリーズの第5作。
- ハワイ (USS Hawaii, SSN-776) は、アメリカ海軍の攻撃型原子力潜水艦。
- 『銀河鉄道999』に登場する、銀河鉄道株式会社が保有する鉄道車両。公式設定では存在しないが、漫画版第1話で地球に向かう｢銀河急行776｣として登場している。
- RADIO TｘT(北海道札幌市厚別区にあるコミュニティFM局)の周波数は、77.6MHz。同局ホームページのURLは、776.fmとなっている。